# نصف‌النهار ۵۶ درجه شرقی
نصف‌النهار ۵۶ درجه شرقی ۵۶مین نصف‌النهار شرقی از گرینویچ است که از لحاظ زمانی ۳ساعت و ۴۴دقیقه با گرینویچ اختلاف زمانی دارد.
این نصف‌النهار از قطب شمال شروع و از مناطق زیر گذشته و به قطب جنوب ختم می‌شود.
- روسیه
- اقیانوس هند
- ایران